# Кулик-сорока американський
Кулик-сорока американський (Haematopus palliatus) — вид сивкоподібних птахів родини куликосорокових (Haematopodidae).

## Поширення
Вид трапляється вздовж атлантичного узбережжя Америки від східних штатів США до Бразилії, Уругваю та Аргентини, і вздовж тихоокеанського узбережжя Каліфорнії, Мексики, Центральної Америки, Перу та Чилі.

## Опис
Птах завдовжки до 42 см, розмах крил 76 см, вага 665—735 г. Голова та шия чорні. Спина, крила та хвіст темно-коричневі. Нижня частина тіла біла. Довгий і міцний дзьоб яскравого помаранчевого кольору. Ноги блідо-рожеві. Навколо очей є червоне кільце.

## Спосіб життя
Трапляється вздовж морського узбережжя на скелястих та піщаних берегах. Живиться, переважно, двостулковими молюсками, рідше крабами, поліхетами та іншими морськими безхребетними. Сезон розмноження припадає на квітень-липень. Гніздо — це неглибоке заглиблення серед каміння, на відстані приблизно 30 м від межі моря. Кладка складається з 2-4 яєць. Яйця сірого кольору з темно-коричневими крапками. Насиджують обидва партнери. Інкубація триває 25-27 днів. Пташенята вже через дві години після вилуплення залишають гніздо, а через 35 днів вже можуть літати.